# Мочуляк Олег Леонідович
Олег Леонідович Мочуляк (нар. 27 вересня 1974, Одеса, УРСР) — український футболіст, півзахисник та нападник. Виступав за юнацькі збірні СРСР та Молодіжну збірну України.

## Клубна кар'єра
Футболом почав займатися в одеській ДЮСШ «Чорноморець», у тренера О. В. Галицького. У дитячій команді Олег себе добре зарекомендував, багато забивав і незабаром нападника запросили до юнацької збірної СРСР. В її складі боровся за вихід на юнацький чемпіонат світу, а також взяв участь в юнацькому Чемпіонаті Європи U-17, який проходив у Швейцарії.
Незабаром його запросили до головної команди міста — «Чорноморця». У нападі тієї команди грали досвідчені Іван Гецко та Сергій Гусєв, скласти їм конкуренцію сімнадцятирічному хлопцеві було складно. В основному складі, в останньому чемпіонаті СРСР, Олег зіграв лише три матчі.
Перший чемпіонат в незалежній Україні форвард провів в «Чорноморці-2», у другій лізі. Але вже наступне першість почав у вищій лізі, в тернопільській «Ниві», куди його запросив президент клубу Володимир Григорович Аксьонов, який раніше тренував юнацьку збірну України та добре знав можливості Мочуляка. Очолював колектив земляк нападника, відомий в минулому футболіст Леонід Буряк. В команді, де лідерами були В. Тернавський, Д. Тяпушкін, С. Лєженцев, Мочуляк вписався до основного склад, забивши у другому колі 7 м'ячів. А в сезоні 1993/1994 років забив 14 голів, ставши четвертим в реєстрі найкращих бомбардирів чемпіонату.
Після двох вдалих сезонів в тернопільській команді Мочуляк отримав чимало хороших пропозицій з-за кордону. Але мрія грати в рідному клубі і бажання, тодішнього головного тренера «Чорноморця» Леоніда Буряка бачити в своєму клубі футболіста, схилили вибір нападника на користь одеситів. Спочатку все складалося непогано, Олег почав регулярно виходити в складі, забив 2 голи. Але потім захворів на запалення легенів. Після тривалого лікування та відновлення, знову пробитися в основний склад вже не зміг.
У 1995 році перебував на перегляді в бельгійському «Андерлехті», де залишив про себе непогане враження, але трансфер не відбувся, тому що клуби не домовилися про суму відступних за гравця. Після поверненню з Бельгії виник варіант з одним з клубів Ізраїлю, але й тут гравця спіткала невдача. Влада Ізраїлю через негаразди з візами не дозволили в'їзд в країну.
У 1996 році Мочуляк виявився в єкатеринбурзького «Уралмаші», який виступав у вищій лізі чемпіонату Росії. Грав за цю команду в Кубку Інтертото. Але в клубі почалися проблеми з фінансуванням, команду почали покидати багато футболістів, у тому числі й Мочуляк. Повернувшись до Одеси, потім підписав угоду з російським клубом «Газовик-Газпром», хоча затримався там ненадовго, перейшовши в «Уралан», який в той час тренував Павло Яковенко, а за команду виступало багато українських футболісти. Внісши свою лепту в перемогу елістінского клубу в першій лізі російського чемпіонату, Олег все ж покинув команду, повернувшись до Одеси, де підтримував форму в аматорському колективі «Рибак-Дорожник». За цей час надійшло кілька пропозицій про продовження кар'єри. Мочуляк вибрав варіант з СК «Одесою». Відігравши півтора сезони в другому одеському клубі, повернувся в рідний «Чорноморець», який на той час повернувся до вищої ліги. Олег регулярно грав в основі, але за підсумками сезону 1999/2000 років клуб знову опустився до нижчого дивізіону. До 2001 року закінчився термін контрактної угоди з клубом і Олег вирішив його не продовжувати.
У 2001 році підписав контракт з «Таврією». Початок року склалося для Мочуляк не дуже вдало: травма гомілкостопа вивела гравця з ладу на два місяці, але обійшлося без ускладнень і футболіст знову повернувся до загальної групи. Кар'єра в новому клубі складалася непогано, незважаючи на те, що доводилося грати на нових для нього позиціях інсайда та опорного півзахисника. Проте, через рік футболіст був виставлений на трансфер.
Черговим клубом в кар'єрі нападника став молдовський «Зімбру», хоча заграти в кишинівському клубі не судилося. З приходом в команду румунського тренера Габі Стана, який привіз з собою 12 гравців-співвітчизників, місця в основному складі Мочуляк не знайшлося, а за перехід в інший клуб, керівництво «Зімбру» просило завищену трансферну вартість. У цей період вимушеного простою підтримував форму граючи в одеських аматорських колективах «Іван» та «Сигнал». Лише за допомогою профспілки футболістів України, вдалося домогтися статусу вільного агента.
З 2005 року почався азійський період кар'єри футболіста, який тривав майже 5 років. На початку був «Тараз», де доводилося грати в майже 50-градусну спеку. У першому ж сезоні став володарем Кубку Казахстану, двічі — в 2004 і 2006 роках — ставав найкращим бомбардиром клубу в сезоні. У 2005 році півсезону відіграв в «Атирау», звідки перебрався в клуб «Женис» (Астана), з яким вдруге став володарем Кубку Казахстану. У 2006 році знову повернувся в «Тараз». Щоб не вважатися легіонером, взяв казахське громадянство. У 2008 році поїхав до Узбекистану, уклавши контракт з ФК «Бухара». Тут футболіст не дограв до кінця чемпіонату три місяці. Нове керівництво узбецького клубу вирішило, що легіонери дуже багато заробляють і відмовилися виконувати контрактні зобов'язання перед гравцем. Після чого особисту угоду з футболістом було розірвано в односторонньому порядку, а документи по цій справі було направлено до відповідної комісії ФІФА. Незабаром Олег отримав пропозицію від тренера «Машалу» Володимира Бондаренка, грати в цьому клубі, але місцева федерація заблокувала цей перехід. В результаті цих подій гравець на півроку опинився поза футболом.
У 2009 році, коли він повернувся з Узбекистану, футболіст подумував про завершення кар'єри, але надійшла ще одна пропозиція продовжити виступи, від першолігового клубу «Дністер» (Овідіополь), і Олег знову повернувся в професійний футбол. Зігравши в осінній частині першості 8 ігор, відзначився 5 забитими м'ячами та 3 результативними передачами й був одним з найкращих в овідіопольському колективі. Влітку 2010 року Мочуляк завершив кар'єру гравця.

## Кар'єра в збірній
Виступав у Молодіжній збірній України, у складі якої в 1993—1994 роках зіграв 5 поєдинків та відзначився 1 голом.

## Досягнення
- Кубок України
  -  Володар (1): 1992

- Вища ліга чемпіонату України
  -  Срібний призер (2): 1994/95, 1995/96

- Національний дивізіон Молдови
  -  Срібний призер (1): 2002

- Кубок Молдови
  -  Володар (1): 2002

- Кубок Казахстану
  -  Володар (2): 2004, 2006

- Першість Футбольної Національної Ліги
  -  Чемпіон (1): 1997

## Особисте життя
Дружина Катерина, син Ренат (1998 р.н.) — займається футболом, дочка Лоліта (1996 р.н.), дочка Маліка (2014 р.н.).